# 막힐부
막힐부는 발해 시기 설치된 부이다. 현재 송화강 이남 하얼빈시 아청 구, 옌서우 현, 푸위 시일대에 있는 것으로 보인다. 본래 부여의 땅이었고, 발해물산고에서 돼지가 특산물이었으며, 요대에  폐지된 것 이외에는 자료가 거의 없다.